# Vorona-Teodoru
Vorona-Teodoru – wieś w Rumunii, w okręgu Botoszany, w gminie Vorona. W 2011 roku liczyła 624 mieszkańców.